# Camille du Locle
Camille du Locle (Orange, Francia, 16 de julio de 1832-Isla de Capri, Italia, 9 de octubre de 1903) fue un director de teatro y libretista francés. 

## Biografía
Nació el 16 de julio de 1832 en Orange (Francia). A partir de 1862 se desempeñó como asistente de su suegro, Émile Perrin, en la Ópera de París. Desde 1870, fue codirector de la Opéra-Comique con Adolphe de Leuven y director único desde 1874 hasta 1876. Se le recuerda sobre todo por montar la producción original de Carmen de Bizet en 1875.
Du Locle fue el responsable de completar el libreto de Don Carlos (1867) de Giuseppe Verdi después de la muerte de Joseph Méry. También desempeñó un papel clave en la génesis de Aida en 1869-1870.
Según Charles Pigot, Du Locle inspiró el tema, el texto y la música de Djamileh (1872) de Bizet. Fue portador del féretro en el funeral de Bizet en 1875 y pronunció un discurso en su entierro en el cementerio del Père Lachaise.
En 1876, surgió una disputa financiera con Verdi y Du Locle se mudó a Capri, donde construyó y vivió en la Villa Certosella, ahora un hotel. En Capri era conocido por su reclusión, mal genio y lengua afilada. A menudo vestía un traje francés, lo que hacía que lo consideraran un poco excéntrico. Un día empezó a llamar la atención vistiendo un traje y una capa de lana tosca y sin teñir, un tejido que normalmente sólo usaban los pescadores. Pronto, muchos de los alemanes e ingleses de la isla adoptaron atuendos hechos de un material similar, lo que estimuló una industria local de telas de lana tejidas a mano que persistió hasta que las telas hechas a máquina se impusieron varias décadas después.
Su amistad con Ernest Reyer lo llevó a proporcionar libretos para Sigurd (1884) y Salammbô (1890). Falleció en Capri el 9 de octubre de 1903.